# Parque nacional de los Apeninos tosco-emilianos
El Parque nacional de los Apeninos tosco-emilianos es un parque nacional italiano creado en el año 2001. Se extiende por una superficie de alrededor de 228 kilómetros cuadrados en el territorio de las provincias de Massa-Carrara, Lucca, Reggio Emilia y Parma.

## Territorio

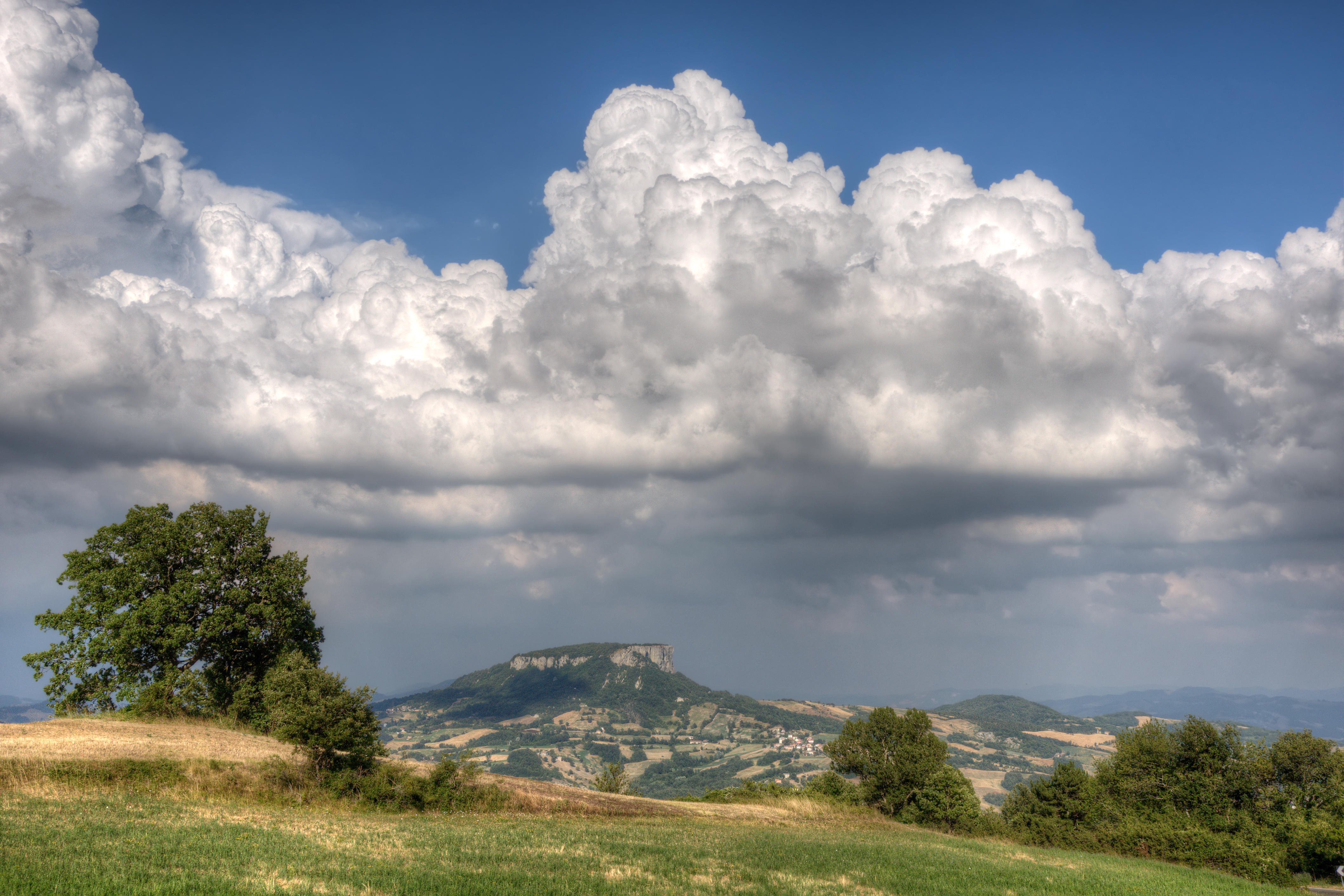
Pietra di Bismantova

El territorio del parque incluye una zona montañosa entre los pasos de Cisa y Forbici. La crestería boscosa marca el límite entre la Toscana y Emilia. Este parque nacional no queda lejos de otros, como el Cinque Terre y Foreste Casentinesi.
La zona está dominada por las cumbres del Alpe de Succiso, Monte Prado y Monte Cusna (por encima de los 2.121 m s. n. m.), lagos, y pastos de alta montaña. En Emilia, Pietra di Bismantova domina el paisaje con sus paredes verticales. El parque nacional de los Apeninos tosco-emilianos tiene una amplia gama de entornos (desde pastos a páramos de arándanos, a las cumbres más inaccesibles. Incluye lagos, cascadas y arroyos que están encerrados entre paredes rocosas.

## Fauna
En el parque viven especies animales como el lobo itálico, el muflón, el ciervo, el corzo, el águila real y muchas especies animales raras.